# 蒂约卢瓦拉拜
蒂约卢瓦拉拜（法語：Thieulloy-l'Abbaye，法語發音：[tjœlwa labei]）是法国上法蘭西大區索姆省的一个市镇，属于亚眠区。

## 地理
蒂约卢瓦拉拜（49°49'31"N, 1°56'41"E）面积14.66 平方千米，位于法国上法蘭西大區索姆省，该省份为法国北部沿海省份，北起加来海峡省和北部省，西接滨海塞纳省和大西洋英吉利海峡，南至瓦兹省，东临埃纳省。
与蒂约卢瓦拉拜接壤的市镇（或旧市镇、城区）包括：科利耶尔、克鲁瓦罗、埃普莱西耶、弗里康、奥尔努瓦堡、拉马龙德、圣欧班蒙特努瓦、弗赖涅莱奥尔努瓦。

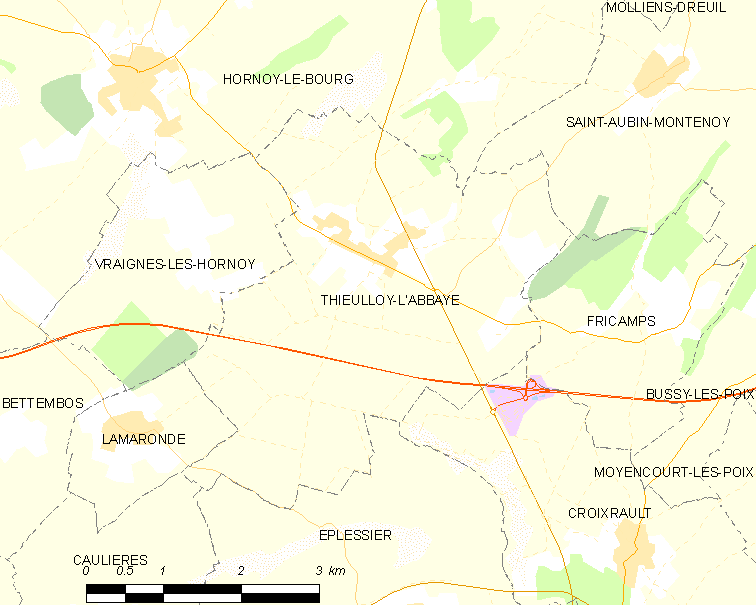
蒂约卢瓦拉拜的OSM定位图

蒂约卢瓦拉拜的时区为UTC+01:00、UTC+02:00（夏令时）。

## 行政
蒂约卢瓦拉拜的邮政编码为80640，INSEE市镇编码为80754。

## 政治
蒂约卢瓦拉拜所属的省级选区为皮卡第地区普瓦县。

## 人口

1962-2008年间蒂约卢瓦拉拜人口变化图示

蒂约卢瓦拉拜于2022年1月1日时的人口数量为382人。